# Andy Mutch
Andy Mutch, all'anagrafe Andrew Todd Mutch (Liverpool, 28 dicembre 1963) è un allenatore di calcio ed ex calciatore inglese, di ruolo attaccante.

## Carriera

### Giocatore
Dopo aver giocato nei settori giovanili di Liverpool ed Everton Mutch gioca a livello semiprofessionistico con il Southport fino al febbraio del 1986, quando va a giocare nella terza divisione inglese al Wolverhampton, con cui all'età di 23 anni fa quindi il suo esordio tra i professionisti. 
A fine stagione i Wolves retrocedono in quarta divisione, categoria nella quale Mutch si guadagna un posto da titolare, che manterrà poi anche nelle stagioni seguenti; in coppia con il compagno di reparto Steve Bull è peraltro uno dei protagonisti dei due campionati vinti consecutivamente tra il club nelle stagioni 1987-1988 e 1988-1989, grazie ai quali a partire dalla stagione 1989-1990 gioca in seconda divisione, categoria in cui milita poi ininterrottamente fino al termine della stagione 1992-1993, quando viene ceduto per 250000 sterline allo Swindon Town, club neopromosso per la prima volta nella sua storia nella prima divisione inglese. Con il Wolverhampton Mutch ha inoltre anche vinto un Football League Trophy nella stagione 1987-1988, ed ha totalizzato complessivamente 289 presenze e 96 reti in incontri di campionato.
Nel 1993, all'età di 30 anni, fa poi il suo esordio in prima divisione: la stagione è abbastanza negativa sia per lo Swindon Town (che retrocede immediatamente in seconda divisione), sia per Mutch, autore di 6 reti in 30 partite di campionato giocate; l'anno seguente gioca poi altre 20 partite con i Robins in seconda divisione, senza mai segnare. All'inizio della stagione 1995-1996 trascorre poi alcuni mesi in prestito al Wigan in terza divisione (7 presenze ed una rete il suo bilancio), per poi all'inizio del 1996 venir ceduto a titolo definitivo allo Stockport County, sempre in terza divisione. Qui, al termine della stagione 1996-1997 conquista una promozione in seconda divisione, categoria in cui poi gioca per l'intera stagione 1997-1998, terminata la quale lascia dopo 10 reti in 64 partite di campionato il club per accasarsi ai semiprofessionisti del Barrow, in quinta divisione. Si ritira al termine della stagione 1999-2000, all'età di 37 anni, dopo aver giocato una partita con il Southport nel 1999 ed aver militato, sempre a livello semiprofessionistico, anche nel Telford Utd, club del quale era contemporaneamente anche vice allenatore.
In carriera ha totalizzato complessivamente 410 presenze e 113 reti nei campionati della Football League.

### Allenatore
Mutch dopo il ritiro rimane al Telford United unicamente come vice allenatore anche per la stagione 2000-2001; ricopre successivamente un ruolo analogo dal 2001 al 2004 per il Morecambe e per alcuni mesi all'inizio della stagione 2007-2008 anche al Vauxhall Motors, club di sesta divisione, di cui dopo breve tempo diventa allenatore, restando in carica fino al 2008. Nella stagione 2008-2009 ha allenato il Burscough, in sesta divisione. In seguito ha allenato anche il Northwich Victoria e gli Stafford Rangers, entrambi in settima divisione.

## Palmarès

### Giocatore

#### Competizioni nazionali
- Third Division: 1

Wolverhampton: 1988-1989
- Campionato inglese di quarta divisione: 1

Wolverhampton: 1987-1988
- Football League Trophy: 1

Wolverhampton: 1987-1988